# Mistrzostwa Świata Juniorów w Łyżwiarstwie Figurowym 1994
Mistrzostwa świata juniorów w łyżwiarstwie figurowym 1994 – zawody rangi mistrzowskiej w łyżwiarstwie figurowym w kategorii juniorów, które odbywały się od 30 listopada do 5 grudnia w Colorado Springs. Podczas zawodów rozgrywane były konkurencje solistów, solistek, par sportowych oraz par tanecznych.
Polska para taneczna Sylwia Nowak / Sebastian Kolasiński zdobyła pierwszy w historii tytuł mistrzów świata juniorów.

## Klasyfikacja medalowa
| Lp. | Reprezentacja     | Złoto | Srebro | Brąz | Razem |
| --- | ----------------- | ----- | ------ | ---- | ----- |
| 1   | Stany Zjednoczone | 2     | 0      | 1    | 3     |
| 2   | Rosja             | 1     | 1      | 1    | 3     |
| 3   | Polska            | 1     | 0      | 0    | 1     |
| 4   | Japonia           | 0     | 1      | 0    | 1     |
| 4   | Kanada            | 0     | 1      | 0    | 1     |
| 4   | Węgry             | 0     | 1      | 0    | 1     |
| 7   | Francja           | 0     | 0      | 1    | 1     |
| 7   | Ukraina           | 0     | 0      | 1    | 1     |

## Wyniki

### Soliści
| Poz. | Zawodnik           | Reprezentacja     |
| ---- | ------------------ | ----------------- |
| 1    | Michael Weiss      | Stany Zjednoczone |
| 2    | Naoki Shigematsu   | Japonia           |
| 3    | Jere Michael       | Stany Zjednoczone |
| 4    | Aleksiej Jagudin   | Rosja             |
| 5    | Jewgeny Martynow   | Ukraina           |
| 6    | John Bevan         | Stany Zjednoczone |
| 7    | Li Yunfei          | Chiny             |
| 8    | Aleksandr Abt      | Rosja             |
| 9    | Li Xia             | Chiny             |
| 10   | Jeff Langdon       | Kanada            |
| 11   | Ilja Kulik         | Rosja             |
| 12   | Makoto Okazaki     | Japonia           |
| 13   | Maksym Szewcow     | Ukraina           |
| 14   | Michael Hopfes     | Niemcy            |
| 15   | Hristo Turlakov    | Bułgaria          |
| 16   | Markus Leminen     | Finlandia         |
| 17   | Thierry Cerez      | Francja           |
| 18   | Yvan Desjardins    | Kanada            |
| 19   | Dmytro Maliuczenko | Ukraina           |
| 20   | Florian Tuma       | Austria           |
| 21   | Tobias Karlsson    | Szwecja           |
| 22   | Stuart Bell        | Wielka Brytania   |
| 23   | Karel Nekola       | Czechy            |
| 24   | Margus Hernits     | Estonia           |

### Solistki
| Poz. | Zawodniczka         | Reprezentacja     |
| ---- | ------------------- | ----------------- |
| 1    | Michelle Kwan       | Stany Zjednoczone |
| 2    | Krisztina Czakó     | Węgry             |
| 3    | Irina Słucka        | Rosja             |
| 4    | Tanja Szewczenko    | Niemcy            |
| 5    | Rena Inoue          | Japonia           |
| 6    | Hanae Yokoya        | Japonia           |
| 7    | Anna Rechnio        | Polska            |
| 8    | Zuzanna Szwed       | Polska            |
| 9    | Irena Zemanová      | Czechy            |
| 10   | Jennifer Robinson   | Kanada            |
| 11   | Nadieżda Kowalewska | Rosja             |
| 12   | Malika Tahir        | Francja           |
| 13   | Inna Zajec          | Ukraina           |
| 14   | Astrid Hochstetter  | Niemcy            |
| 15   | Julia Lautowa       | Austria           |
| 16   | Nicole Skoda        | Szwajcaria        |
| 17   | Jenna Pitman        | Stany Zjednoczone |
| 18   | Andrea Westenhuber  | Niemcy            |
| 19   | Viktoria Dimitrova  | Bułgaria          |
| 20   | Hannele Lundstrom   | Finlandia         |
| 21   | Yuko Fukuya         | Japonia           |
| 22   | Tamara Panjkret     | Chorwacja         |
| 23   | Laetitia Bajot      | Francja           |
| 24   | Stephanie Main      | Wielka Brytania   |

### Pary sportowe
| Poz. | Zawodnicy                                | Reprezentacja     |
| ---- | ---------------------------------------- | ----------------- |
| 1    | Marija Pietrowa / Anton Sicharulidze     | Rosja             |
| 2    | Caroline Haddad / Jean-Sebastien Fecteau | Kanada            |
| 3    | Hałyna Jefremenko / Jewgeny Żygurski     | Ukraina           |
| 4    |                                          |                   |
| 5    |                                          |                   |
| 6    | Sophie Guestault / Francois Guestault    | Francja           |
| 7    |                                          |                   |
| 8    | Danielle Hartsell / Steve Hartsell       | Stany Zjednoczone |
| 9    | Sara Ward / Paul Binnebose               | Stany Zjednoczone |
| 10   | Julie Lawrenson / Shane Dennison         | Kanada            |
| 11   | Silvia Dimitrov / Rico Rex               | Niemcy            |
| 12   | Ulrike Gerstel / Bjorn Lobenwein         | Austria           |
| 13   | Jennifer Pregnolato / Sébastien Morin    | Kanada            |

### Pary taneczne
| Poz. | Zawodnicy                                  | Reprezentacja     | Punkty | CD | OD | FD |
| ---- | ------------------------------------------ | ----------------- | ------ | -- | -- | -- |
| 1    | Sylwia Nowak / Sebastian Kolasiński        | Polska            | 2,4    | 2  | 1  | 1  |
| 2    | Jekatierina Swirina / Siergiej Sachnowskij | Rosja             | 3,6    | 1  | 2  | 2  |
| 3    | Agnes Jacquemard / Alexis Gayet            | Francja           | 7,2    | 3  | 5  | 3  |
| 4    | Chantal Lefebvre / Patrice Lauzon          | Kanada            | 7,4    | 4  | 3  | 4  |
| 5    | Iwona Filipowicz / Michał Szumski          | Polska            | 10,8   | 5  | 6  | 5  |
| 6    | Olga Mudrak / Witalij Baranow              | Ukraina           | 12,4   | 5  | 7  | 6  |
| 7    | Anna Siemienowicz / Dienis Samochin        | Rosja             | 13,2   | 7  | 6  | 8  |
| 8    | Stéphanie Guardia / Franck Laporte         | Francja           | 15,0   | 8  | 8  | 7  |
| 9    | Jekatierina Dawydowa / Vazgen Azrojan      | Rosja             | 18,4   | 10 | 9  | 9  |
| 10   | Marta Grimaldi / Massimiliano Acquaviva    | Włochy            | 20,0   | 9  | 9  | 11 |
| 11   | Dominique Deniaud / Martial Jaffredo       | Francja           |        |    |    |    |
| 12   | Julie Keeble / Lasantha Salapadru          | Wielka Brytania   |        |    |    |    |
| 13   | Sandra Blume / Markus Blume                | Niemcy            |        |    |    |    |
| 14   | Eve Chalom / Mathew Gates                  | Stany Zjednoczone | 27,0   | 14 | 14 | 13 |
| 15   | Šárka Vondrková / Lukáš Král               | Czechy            | 30,0   | 15 | 15 | 15 |
| 16   | Angelic Monté / Jonathan Lapointe          | Kanada            | 32,0   | 16 | 16 | 16 |
| 17   | Jayna Cronin / Jonathan Nichols            | Stany Zjednoczone | 34,4   | 18 | 17 | 17 |
| 18   | Agata Błażowska / Marcin Kozubek           | Polska            |        |    |    |    |
| 19   | Kornélia Bárány / Peter Schreier           | Węgry             |        |    |    |    |
| 20   | Akiko Kinoshita / Yosuke Moriwaki          | Japonia           |        |    |    |    |
| 21   | Kristina Kalesnik / Aleksander Terentjev   | Estonia           |        |    |    |    |
| 22   | Zuzana Babušíková / Marián Mesároš         | Słowacja          |        |    |    |    |
| 23   | Tuire Haahti / Toni Mattila                | Finlandia         |        |    |    |    |